# Peugeot Scootelec
Peugeot Scootelec – to skuter z napędem elektrycznym. Posiada silnik prądu stałego, czerpiący energię z zestawu baterii niklowo-kadmowych. Można je naładować podłączając kabel do sieci 220 V. Ładowanie do pełna trwa 5 godzin.

## Silnik
Elektryczny, prądu stałego zasilany akumulatorami 18 V 100 Ah. Element ładujący 1300 W, 7 A. Czas ładowania pełnego 5 godzin, czas ładowania do 95% pojemności baterii 2 godziny. Odzyskiwanie energii przy hamowaniu silnikiem.

## Podwozie
Podwójna rama z rur stalowych, z przodu widelec teleskopowy, z tyłu wahacz jednoramienny podparty pojedynczym elementem resorująco-tłumiącym. Hamulce: z przodu i z tyłu bębnowe o średnicy 110 mm. Ogumienie: z przodu 100/80-10, z tyłu 110/80-10.

## Wymiary i masa
Masa własna 115 kg, rozstaw osi 1300 mm, odległość siodła od nawierzchni 783 mm, długość całkowita 1755 mm

## Osiągi
Prędkość maks. 45 km/h (w trybie oszczędnościowym 30 km/h). Zasięg 45 km (w trybie oszczędnościowym 60 km). Przyspieszenie 0–10 m. 3,2 s, przyspieszenie 0-100 m. 12 s.